# Église de l'Invention-de-Saint-Étienne de Bizous
L'église de l'Invention-de-Saint-Étienne de Bizous est une église catholique située à Bizous, dans le département français des Hautes-Pyrénées en France.

## Description
Au-dessus du portail d'entrée sont placées trois sphères sculptées et une pierre où sont inscrits la date "1809" et le nom "D. Rey".
1809 serait la date de reconstruction de l'église, D. Rey serait le nom du prêtre par qui les travaux ont eu lieu.

### Intérieur

#### Lanef
Des lustres permettent l'éclairage de la nef. 

##### Partie arrière
Des tableaux du chemin de croix sont accrochés sur le balcon de la tribune.
Sur la tribune sont placées les statues de saint Michel archange et de sainte Jeanne d'Arc.

###### Lebaptistère
Après sa restauration, le retable avec bas-relief du martyre de saint Étienne est placé dans le baptistère en attendant sa remise en place dans la chapelle sud.

###### Voûtede la nef
La voûte de la nef est peinte de figures géométriques (rectangulaires, carrées ou cylindriques) dont les fonds sont peints en bleu ciel ou gris clair avec des décorations de feuilles, de fleurs et d'anges peints en blanc. Dans les médaillons sont représentés les portraits de saints catholiques ; le pélican nourrissant ses petits (le pélican est un des symboles représentant Jésus Christ, car il nourrit les hommes de son corps et de son sang), et l'Agneau de Dieu.

###### Les vitraux de la nef
Les vitraux ont été fabriqués par la manufacture de vitraux de Louis-Victor Gesta à Toulouse.

#### Lechœur
Deux lustres permettent l'éclairage des chapelles latérales. Le chœur est entouré de trois chapelles absidiales.

##### Chapelle absidiale deNotre-Dame du Mont-Carmel
Sur le retable en bas-relief est représentée Notre-Dame du Mont-Carmel. Les peintures entourant le retable représentent des anges.
Sur la façade de l'autel sont représentées deux fleurs (c'est une superposition d'une fleur de rose et de lys), au centre est représenté le monogramme marial composé des lettres A et M entrelacées, initiales de l’Ave Maria avec dessous une petite étoile (car Marie signifie étoile de la mer,,).

##### Chapelle absidiale Saint-Étienne
Le maître-autel est en bois sculpté avec des ornements et des guirlandes de fleurs dorées, il est peint à l'imitation du marbre. Sur la façade est représenté le Sacré-Cœur de Jésus.
Le tabernacle est sculpté en bois et doré sur les ailes des anges. Sur la porte du réceptacle est représenté le triangle de la Trinité.
Sur la bordure de la nappe dorée recouvrant le maître-autel sont représentés des épis de blé, des grappes de raisin avec des feuilles de vigne avec au centre l'Agneau de Dieu.
Sur l'abside est placée une statue de saint Étienne, sur les peintures l'entourant sont représentés deux anges lui remettant les attributs des martyrs, l'un tenant la palme et le second tenant la couronne.

##### Chapelle absidiale duSacré-Cœur de Jésus
L'autel et le tabernacle sont en marbre blanc. 
Sur la façade de l'autel est représentée la révélation du Sacré-Cœur à sainte Marguerite-Marie Alacoque.

## Extraits audio d'une messe
Extraits de la messe de l'ensemble paroissial de La Neste à l'église de l'Invention-de-Saint-Étienne de Bizous le 11 octobre 2020.

### Galerie

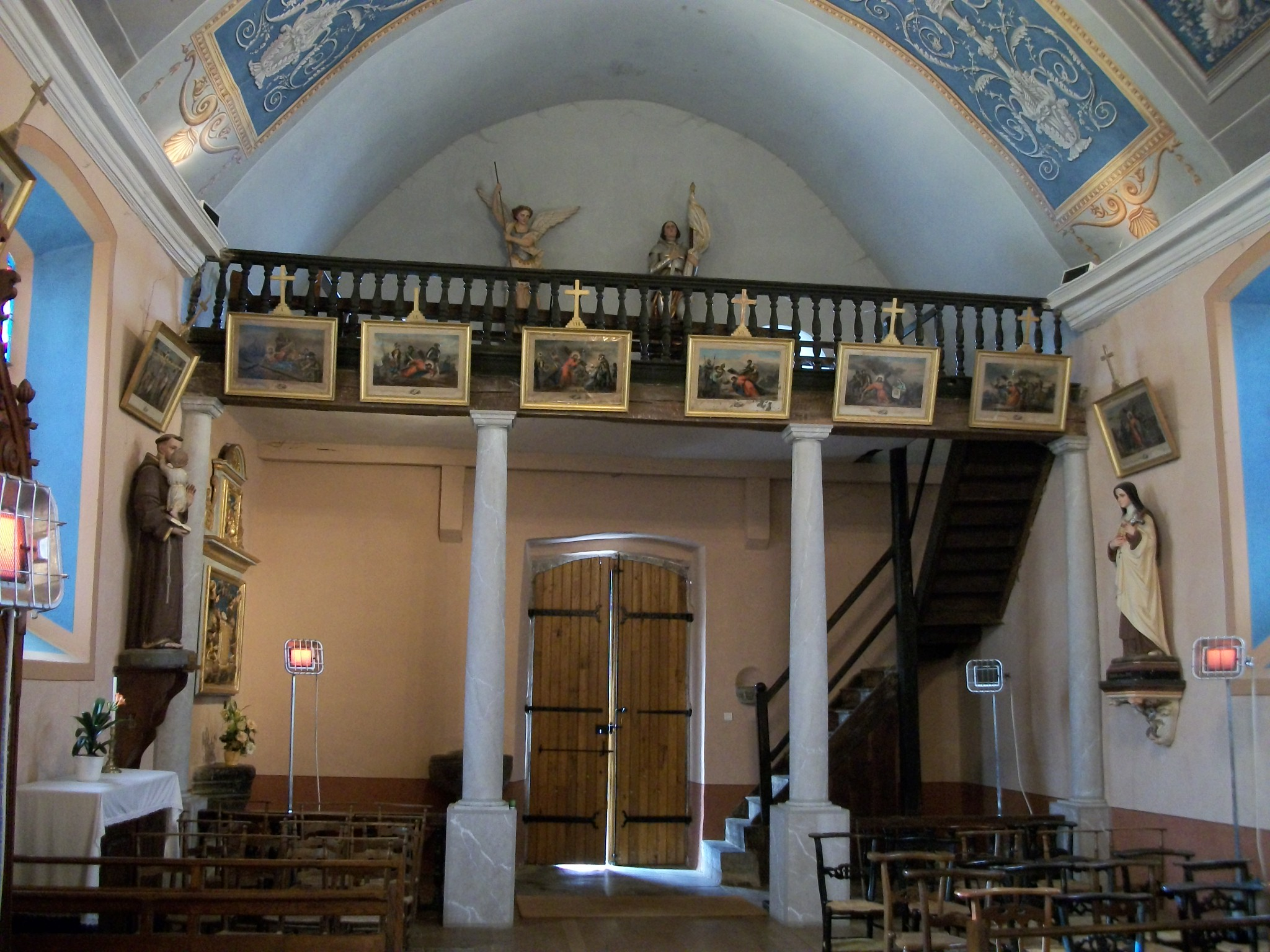
Partie arrière de la nef.
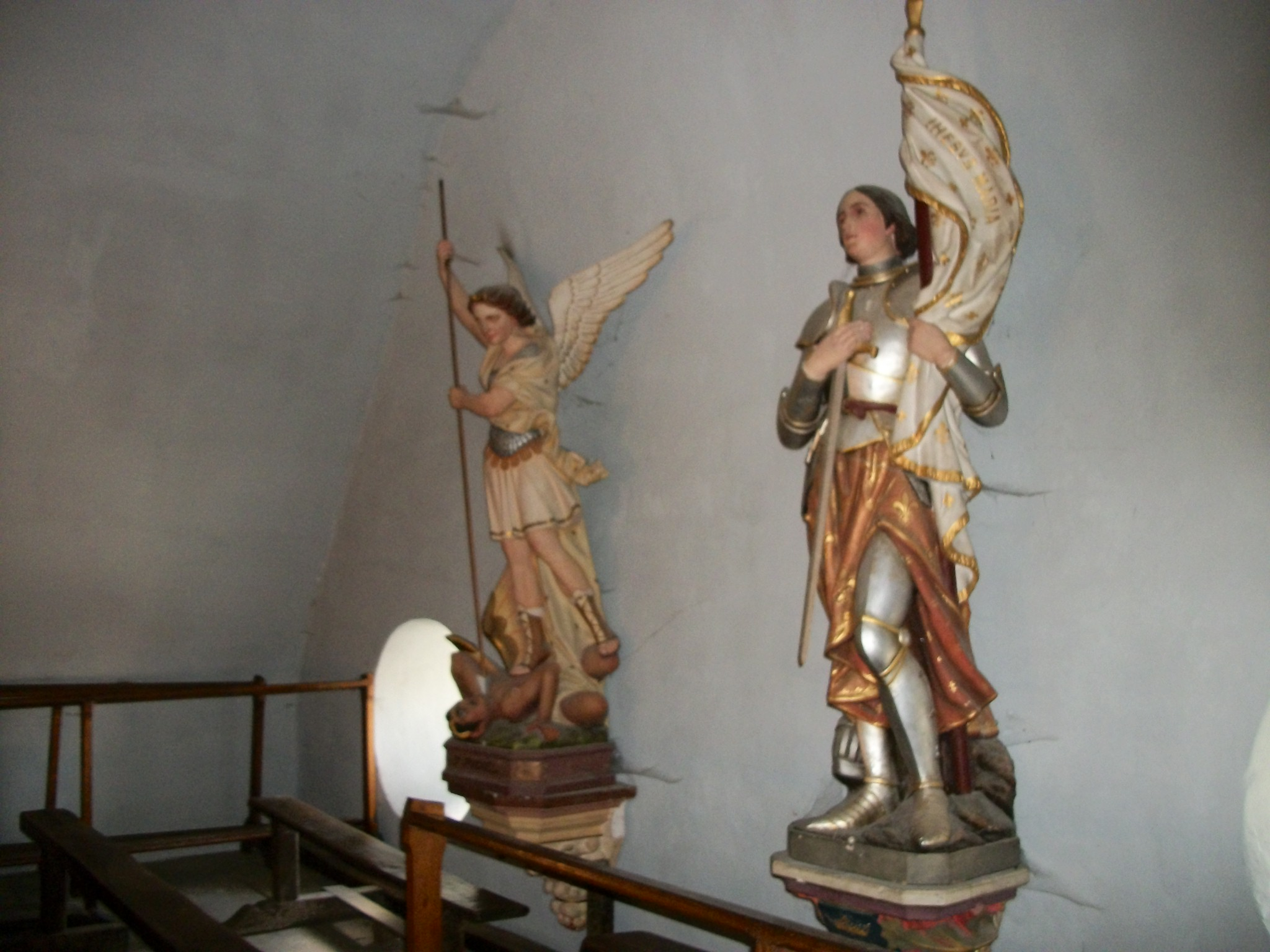
Statues de saint Michel archange et de sainte Jeanne d'Arc.
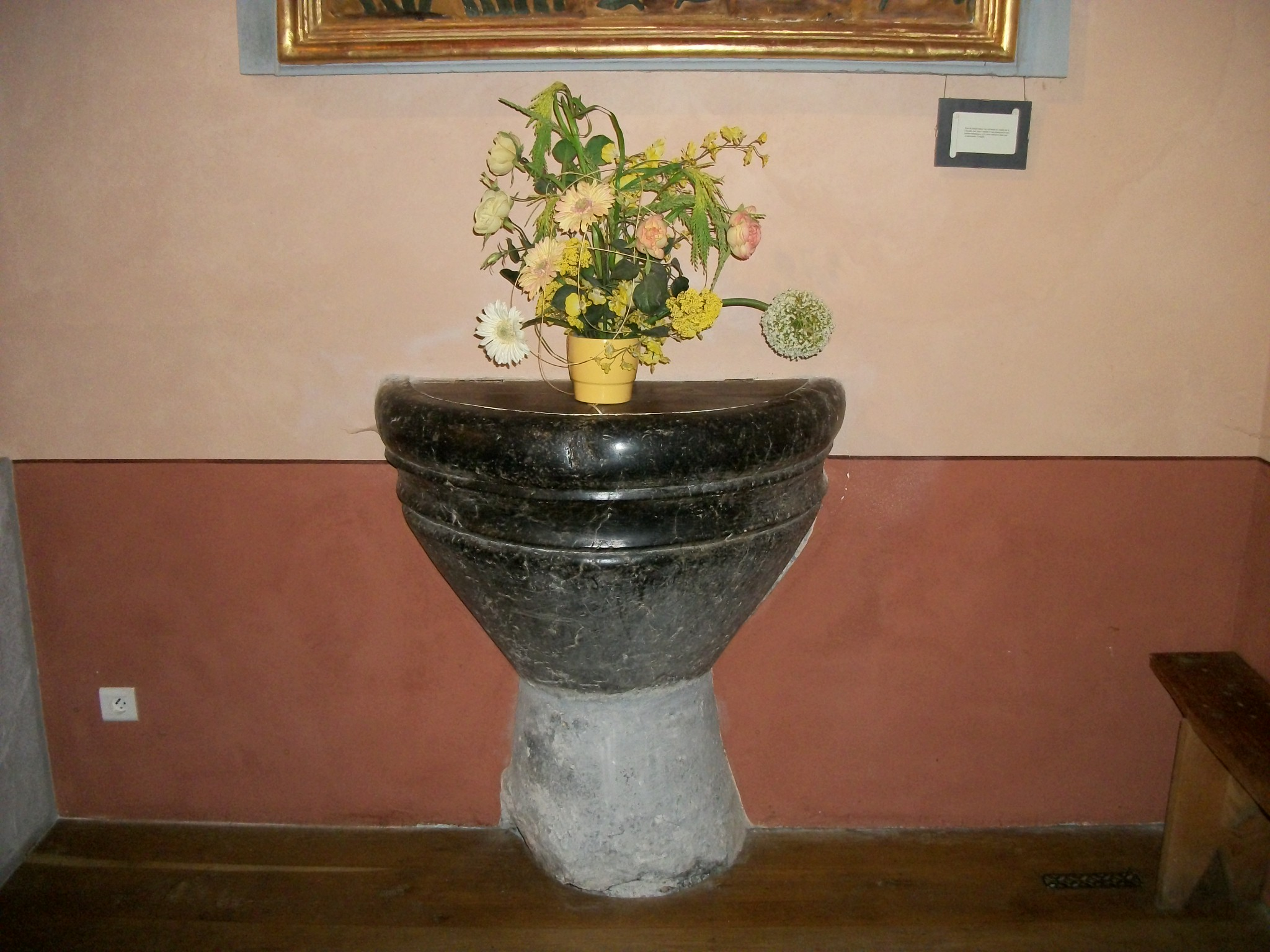
Cuve baptismale en marbre noir.
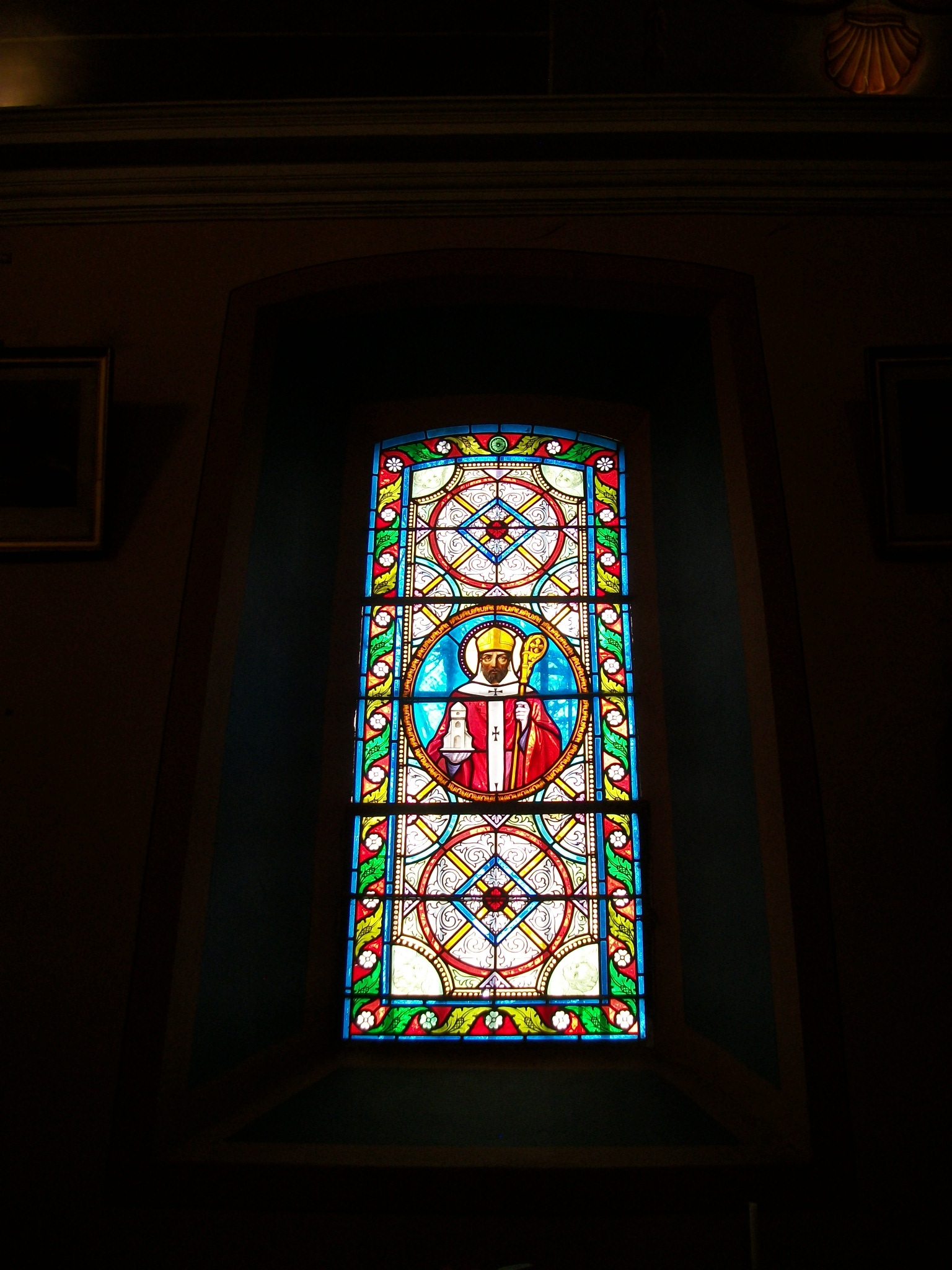
Saint Bertrand.
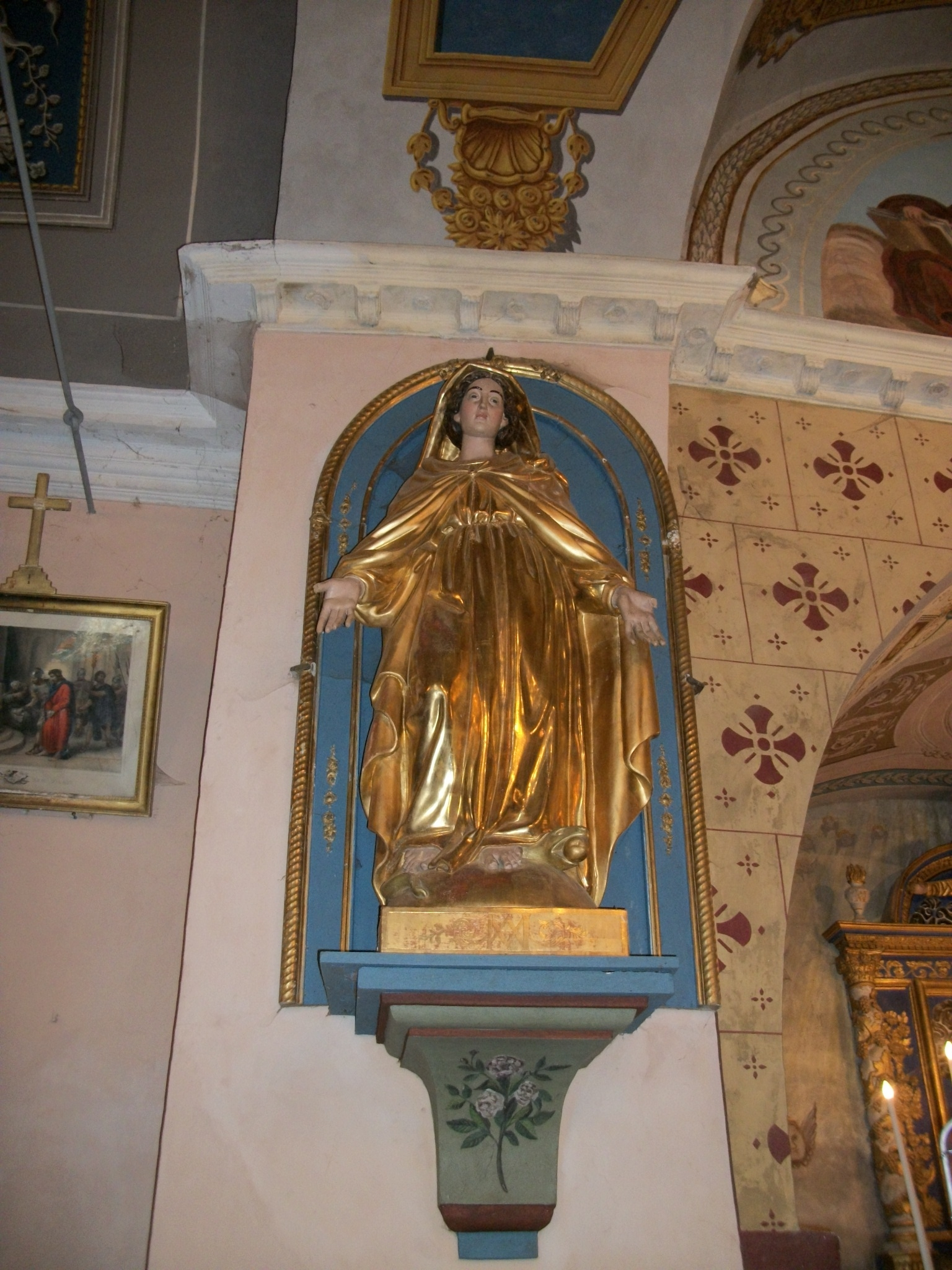
Statue dorée de l'Immaculée Conception.
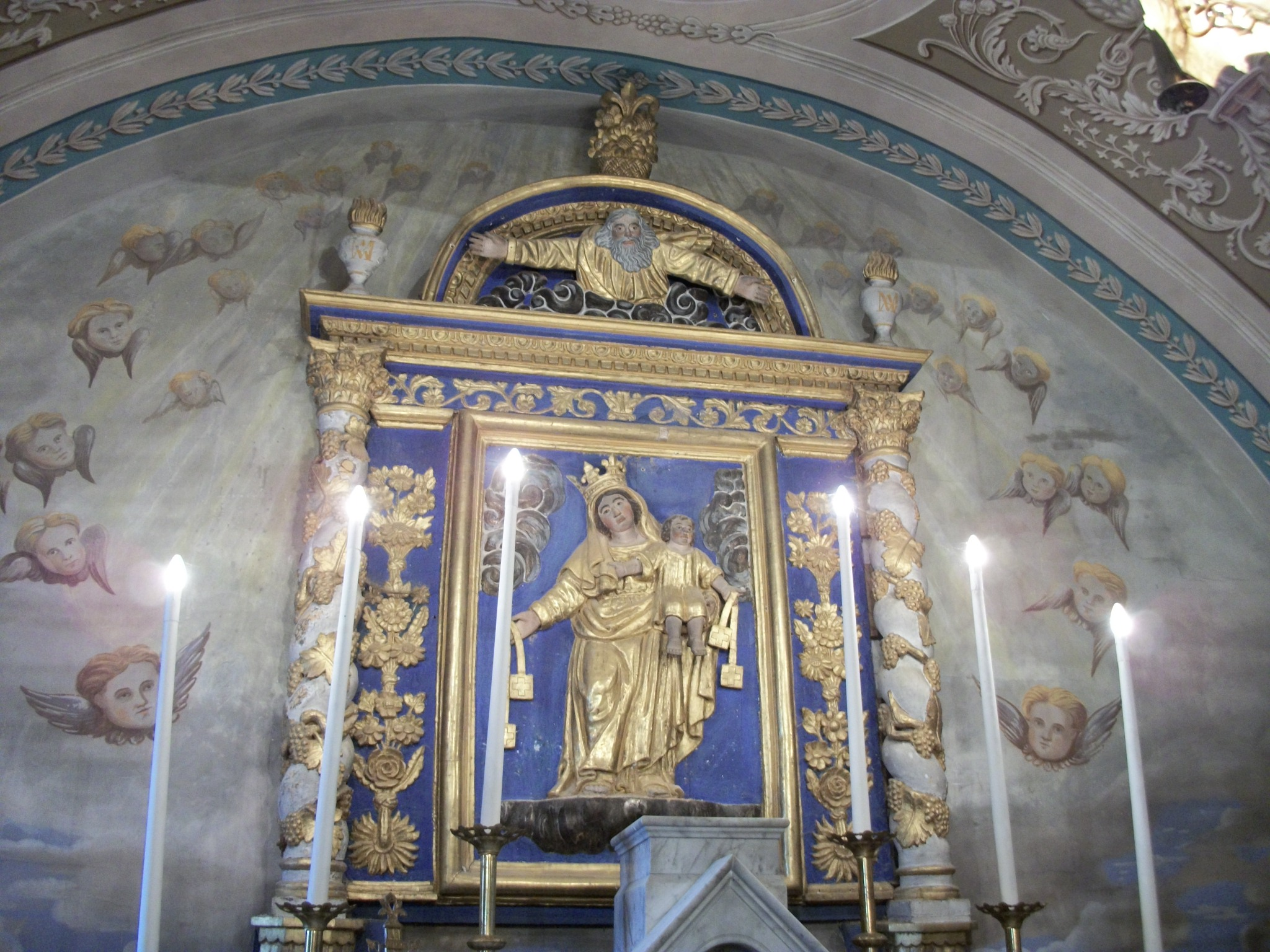
Retable de Notre-Dame du Mont-Carmel. Au sommet est représenté Dieu le Père.
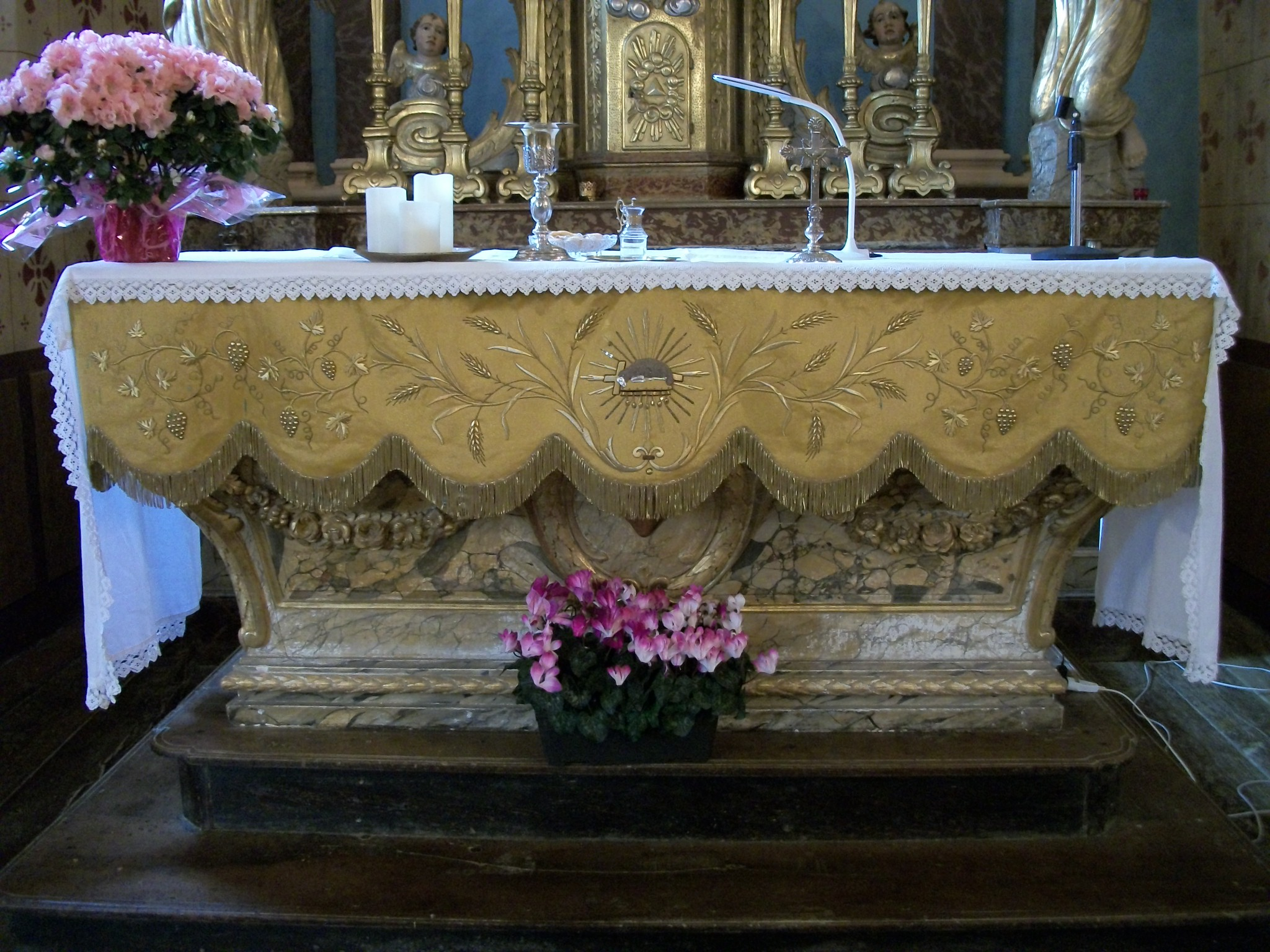
Le maître-autel.
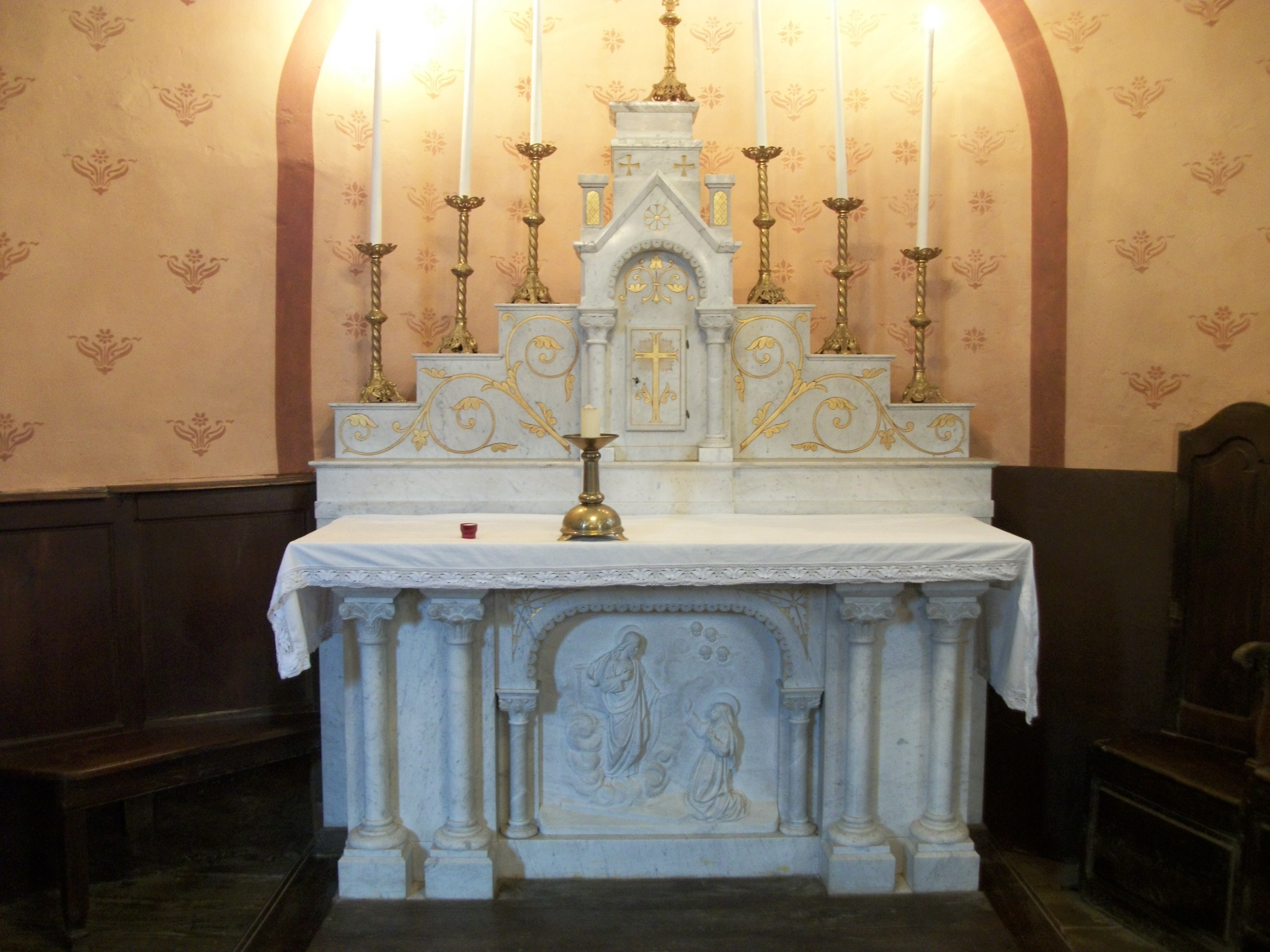
L'autel et le tabernacle.